# Малое Петровское (Чеховский район)

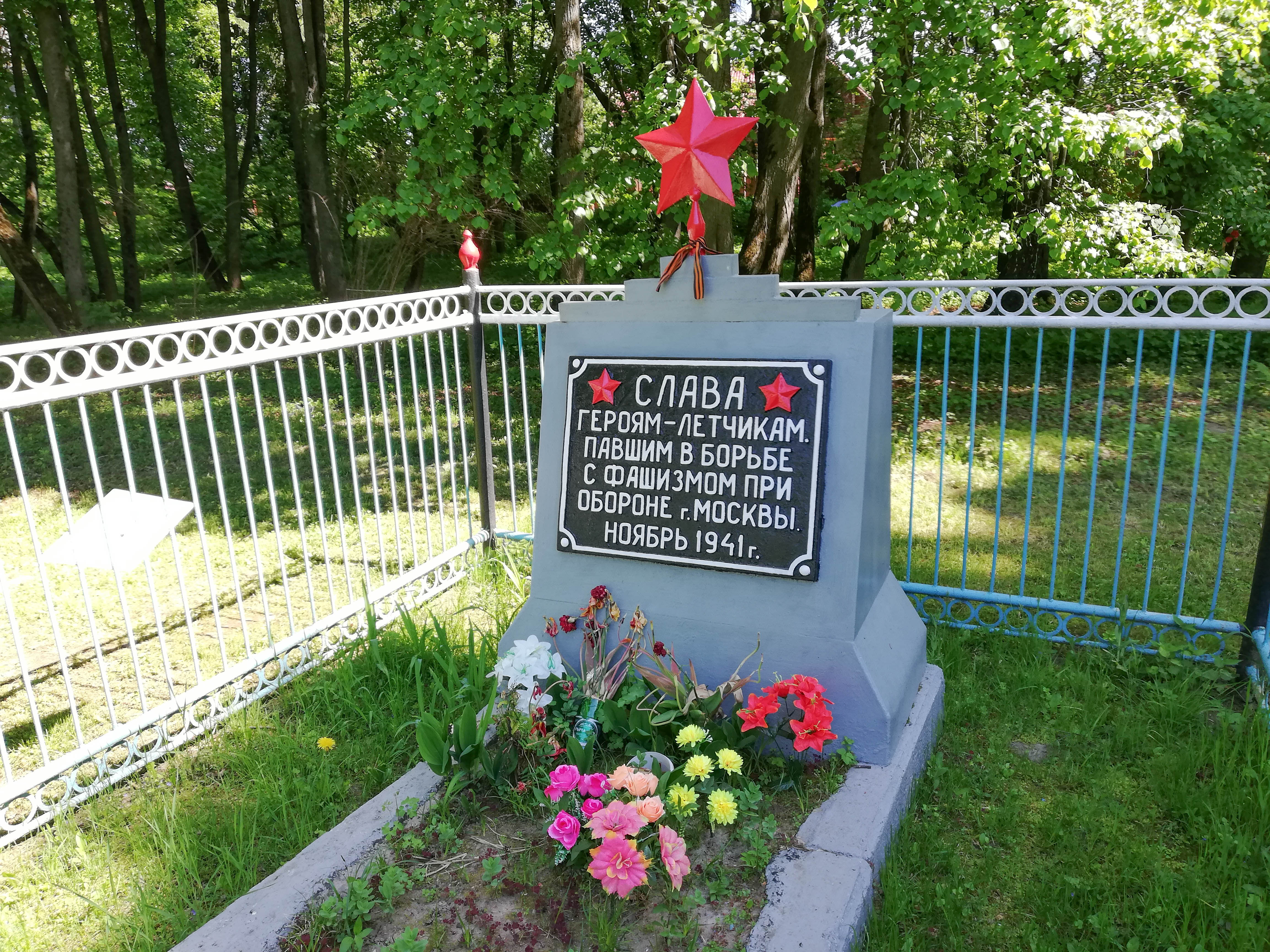
Памятник героям-лётчикам, погибшим при обороне Москвы

Малое Петровское — деревня в Чеховском районе Московской области, в составе муниципального образования сельское поселение Стремиловское (до 28 февраля 2005 года входила в состав Стремиловского сельского округа).

## Население
| 2002 | 2006 | 2010 |
| ---- | ---- | ---- |
| 5    | ↘4   | ↗7   |

## География
Малое Петровское расположено примерно в 5 км на северо-запад от Чехова, на правом берегу реки Челвенка, левый приток реки Лопасни, высота центра деревни над уровнем моря — 164 м. На 2016 год в Малом Петровском зарегистрирована 1 улица — Полевая и 2 садовых товарищества.